# Josef Schlarmann

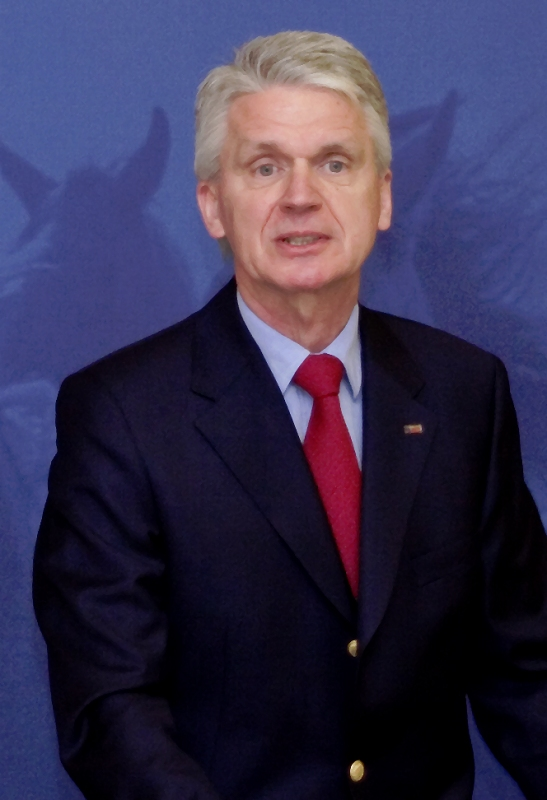
Josef Schlarmann (2006)

Josef Schlarmann (* 30. Oktober 1939 in Lohne, Niedersachsen) ist ein ehemaliger deutscher Politiker (CDU). Schlarmann war von 2005 bis 2013 Bundesvorsitzender der Mittelstands- und Wirtschaftsvereinigung der CDU.

## Leben

### Ausbildung und Beruf
Josef Schlarmann ist promovierter Jurist und hat parallel in einem Zweitstudium ein Diplom in Volkswirtschaftslehre erworben. Seit 1960 ist Schlarmann Mitglied der katholischen Studentenverbindung K.D.St.V. Falkenstein Freiburg. 1971 promovierte er über das staatspolitische Thema „Die Zusammenarbeit zwischen Staat und Wirtschaft“. 1972 machte er sich als Rechtsanwalt selbstständig. Nach weiteren Zusatzqualifikationen als Steuerberater und Wirtschaftsprüfer gründete er mit anderen Gesellschaftern die Kanzlei Schlarmann von Geyso. Am Standort Veritaskai in Hamburg arbeiteten im Januar 2012 etwa 120 Partner und Mitarbeiter; im Büro ‚Hamburg Alster‘ arbeiteten weitere Partner und Mitarbeiter.
 Zu Jahresbeginn 2013 hat Josef Schlarmann mit seinem Sohn Joachim und Hartwig Ahlberg die Kanzlei verlassen und unter Schlarmann & Ahlberg und mit Marion Weinhuber als Partnerin eine neue Sozietät gegründet. Schlarmann von Geyso, die 2013 33 Berufsträger hatte, behielt ihren Namen auch nach den Weggängen.

### Parteilaufbahn
Schlarmann ist seit 1982 Mitglied der CDU. Von 2001 bis 2009 war er Landesvorsitzender der Mittelstands- und Wirtschaftsvereinigung (MIT) der CDU in Niedersachsen und ist seitdem Ehrenvorsitzender. Von 2003 bis 2005 war er stellvertretender Bundesvorsitzender der MIT der CDU/CSU. Seit November 2005 war Schlarmann ihr Bundesvorsitzender. Im Oktober 2011 wurde er mit 97,3 Prozent aller Stimmen zum vierten Mal zum Bundesvorsitzenden der MIT der CDU/CSU gewählt. Qua Amt war er zudem Mitglied im Bundesvorstand der CDU. 2013 verzichtete er auf eine erneute Kandidatur; sein Nachfolger wurde Carsten Linnemann.
2003 gehörte Schlarmann dem „Zukunftsteam“ des damaligen Ministerpräsidentenkandidaten Christian Wulff für die Landtagswahl in Niedersachsen 2003 an. Bis zu seinem Rückzug im Jahre 2005 gehörte er mehrere Jahre dem Kreistag des Landkreises Harburg in Niedersachsen an.

### Sonstiges Engagement
Schlarmann ist Mitglied in einigen Aufsichtsräten mittelständischer Unternehmen.

### Privates
Schlarmann ist verheiratet und Vater dreier Kinder.

## Politische Positionen

### Wirtschaftspolitik
Im April 2008 kritisierte Schlarmann insbesondere die Wirtschaftspolitik der damaligen Bundesregierung, die sich nicht mehr an den Reformversprechen aus dem Unionsprogramm orientiere, mit dem diese in den Wahlkampf zur Bundestagswahl 2005 gezogen war. Bundeskanzlerin Angela Merkel warf er vor, sie habe in der Großen Koalition (Kabinett Merkel I) die Reformressorts der SPD überlassen und sei „nach links gerutscht“. Auch ihr Führungsstil wurde von Schlarmann bemängelt. Es habe massive Versuche gegeben, ihn wegen seiner kritischen Haltung einzuschüchtern. Im Jahr 2009 stimmte Schlarmann im CDU-Bundesvorstand Konjunkturpaketen zu, die er kurz darauf öffentlichkeitswirksam verurteilte.

### Energiepolitik
Schlarmann äußerte sich 2012 ablehnend zur vom Bundestag beschlossenen Energiewende. Er plädierte für eine Abschaffung von Einspeisevergütungen und vorrangiger Einspeisung von Strom aus Erneuerbaren Energien, wie sie im Erneuerbare-Energien-Gesetz festgelegt sind, zudem lehnt er jegliche Ziele für einen bestimmten Ökostrom-Anteil an der Stromerzeugung ab. Diese Vorgaben seien „der erste große Sündenfall“ der Energiewende gewesen, zudem seien sie eine Entmündigung der Bürger.
Bereits zuvor hatte er für eine Gleichbehandlung aller Energieformen inklusive der Kernenergie plädiert. Die von der schwarz-gelben Regierung (Kabinett Merkel II) ein halbes Jahr vor der Nuklearkatastrophe von Fukushima beschlossene Laufzeitverlängerung kritisierte er als unzureichend, stattdessen hatte er vor dem Beschluss gefordert, Kernkraftwerke so lange laufen zu lassen, wie sie sicher seien. Auch forderte er, den Bau neuer Kernkraftwerke nicht grundsätzlich auszuschließen.

### Griechische Staatsschuldenkrise 2010
Im Februar 2010, kurz nach Beginn der Debatte um die Griechische Staatsschuldenkrise im Herbst 2009, sagte Schlarmann der Bild-Zeitung, ein Bankrotteur müsse alles, was er habe, zu Geld machen, um seine Gläubiger zu bedienen. Griechenland besitze Gebäude, Firmen und unbewohnte Inseln, die für die Schuldentilgung eingesetzt werden könnten.
Dies bescherte Schlarmann internationale Aufmerksamkeit: Nachrichtensendungen von FOX und CNBC berichteten (wobei eine fiktive Inselversteigerung inszeniert wurde). Mit Bezug zu Schlarmann schrieb Le Figaro, die Deutschen träumten davon, griechische Inseln zu erwerben; und AFP meldete in einer Kurznachricht Insel-Basar gegen Staatspleite. Der damalige griechische Ministerpräsident Giorgos Papandreou sagte bei einer Pressekonferenz nach einem Besuch in Deutschland, ein Verkauf der Inseln stehe nicht zur Diskussion.

### Kritik an Bundeskanzlerin Merkel
Josef Schlarmann galt als einer der schärfsten Kritiker der CDU-Vorsitzenden Angela Merkel. Er erklärte 2008 in einem Interview mit dem Nachrichtenmagazin Der Spiegel, es habe nach zuvorgehender Kritik seinerseits massive Versuche gegeben, ihn durch sehr unfreundliche Anrufe einzuschüchtern.
In der Leipziger Volkszeitung bezweifelte er am 15. August 2012, dass Merkel die Wahlen 2013 gewinnen könne: Er erklärte „Es gibt keinerlei grundsätzliche Debatte mehr, weil alles in Frau Merkels CDU als alternativlos angeboten wird. Das ist wie in der Mensa, die täglich nur ein Gericht anbietet. Wem das nicht schmeckt, der bleibt draußen.“ Harte Themen wie Energie oder Europa würden in der Union gar nicht mehr grundsätzlich behandelt.
Gegenüber der Süddeutschen Zeitung erklärte Schlarmann, in der CDU herrsche ein zentralistisches System, der Partei werde der Kurs von Angela Merkel oktroyiert. Wer nicht mitgehe, werde „aussortiert“. Deshalb sei es „im System Merkel für etwaige Nachfolger unmöglich, nach oben zu kommen“. Wer versuchte, sich auf Landesebene für die Bundespolitik vorzubereiten, sei gegangen. „Bis auf die, die sich ganz bewusst aus der Bundespolitik raushalten, wie David McAllister in Niedersachsen oder Volker Bouffier in Hessen.“ Letzter Überlebende sei Horst Seehofer, aber der beschränke sich ja im Wesentlichen auf den bayerischen Freistaat. In der CDU gehe „es zu wie am Zarenhof“, auch Merkel habe ihre Strelitzen. Er erklärte weiterhin, die Macht in der CDU von heute liege nicht im Adenauer-Haus oder bei den Parteitagen, sondern allein im Kanzleramt.  Alle Minister seien von der Kanzlerin unmittelbar abhängig, Karriere mache nur noch derjenige, der auf Merkels Linie liege. Die Strelitzen Merkels seien vor allem drei Männer: „Kanzleramtsminister Ronald Pofalla hat die Aufgabe, die Ministerien auf Linie zu bringen. Volker Kauder muss die Fraktion auf Kurs halten. Und Generalsekretär Hermann Gröhe hat den Regierungskurs in der CDU durchzusetzen.“ Dadurch lasse Merkel die Partei inhaltlich und personell leerlaufen. Merkel habe „keinen festen Kurs, sondern fährt nur auf Sicht“. Das gelte nicht nur für den Kurs bei der Eurorettung und der Energiewende. Ziele würden „je nach Praktikabilität ausgetauscht“. In der Wirtschaftspolitik gebe es deshalb „eine Erosion all dessen, für das die CDU einmal stand“. In der Sozialpolitik habe „sich vormundschaftliches Denken durchgesetzt, dieses paternalistische Denken kann man besonders gut bei Ursula von der Leyen sehen“.
Kritisch äußerte sich Schlarmann an anderer Stelle auch über den Bruch der CDU-Spitze mit der FDP, der sich aus seiner Sicht mit dem Jahreswechsel 2009/2010, nicht zuletzt auf Grund des Drucks des Sozialflügels der CDU, vollzogen habe.

Schlarmann erklärte hierzu, dass die von Merkel geführte CDU-Spitze entschied, dass man der FDP in dieser Koalitionsregierung keinen Stich mehr lassen will. Seitdem lasse man die FDP auflaufen. Ziel der CDU-Spitze sei es seitdem, der FDP die angeblichen Leihstimmen wieder abzunehmen. „Wer bürgerliche Wähler kennt, weiß aber, dass die sich nicht einfach hin und her schubsen lassen.“ Alle Landtagswahlen seitdem seien „mehr oder weniger grandios verloren“. Zwei große Bundesländer, Baden-Württemberg und Nordrhein-Westfalen, seien inzwischen fest in Oppositionshand. Schlarmann erklärte hierzu, Merkels Politik sei „optimierbar, ihr Machtsystem nicht“. Er sehe erhebliche Mängel, aber es gebe derzeit zu Angela Merkel und der kleinen Gruppe, die sie berate, keine personelle Alternative.
Nach diesen Äußerungen Schlarmanns forderte Wolfgang von Stetten dessen Rücktritt („Wer so unqualifiziert über die in der ganzen Welt anerkannte Kanzlerin wettert, disqualifiziert sich selbst“); Schlarmann sei als Vorsitzender der Mittelstandsvereinigung untragbar geworden.

## Schriften
- Angela Merkel aus der Nähe, Lau Verlag, 2017, ISBN 978-3-95768-191-1.
- Die Magie vom Wohlstand, Eine Zeitreise durch Deutschlands Wirtschaftspolitik, Lau Verlag, 2023, ISBN 978-3-95768-251-2.